# Легенда о Мор’ду
«Легенда о Мор’ду» (англ. The Legend of Mor'du) — короткометражный анимационный фильм, связанный с выпуском на Blu-ray и DVD мультфильма «Храбрая сердцем». Сюжет повествует о злодее основного мультфильма — злом жадном принце, превращённом ведьмой в чудовищного медведя. Технически мультфильм представлен сочетанием техник традиционной и компьютерной анимаций.

## Краткий сюжет
К ведьме приходит молодой Дингваль и ведьма рассказывает ему легенду о старшем принце, который хотел свергнуть своих братьев и править всем королевством сам. Он попросил у ведьмы зелье, выпив которое он стал медведем по прозвищу Мор’ду и убил своих братьев, однако остался медведем навсегда.

## Роли озвучивали
- Джули Уолтерс — Ведьма
- Стив Перселл — Ворон
- Каллум О’Нилл — Молодой Дингваль